# Toulouse Olympique-Dragons catalans en rugby à XIII
Cet article retrace l'historique détaillé des confrontations entre les clubs français de rugby à XIII du Toulouse Olympique et des Dragons catalans depuis 2010, appelées  « French Derby » par les médias treizistes et sportifs.
Elles prennent une ampleur particulière en 2022, lorsque les deux équipes se rencontrent pour la première fois, alors qu'elles jouent toutes les deux en  Super League.

## Historique
En 2021, à l'inverse de ce que l'on constate dans de nombreux sports, « l'entente entre les deux plus grosses équipes françaises est cordiale ».
Les deux clubs ont en effet une problématique commune : ils ont comme point commun d'être la seule équipe française dans un premier temps leur championnat respectif, le Championship et la Super League, puis,  dans un second temps, les deux seules équipes françaises dans le même championnat.
Le « TO » et les « Dracs » entretiennent donc des relations étroites qui se manifestent notamment par le prêt de joueurs et les Toulousains ont depuis 2010 joué le rôle de « sparring-partners ».
Les rencontres ont donc, fin des années 2010, un but purement sportif et technique : donner du temps du jeu, au plus haut niveau, aux effectifs des deux équipes, en préparation de leurs saisons.
Mais pas seulement : parfois, elles ont un but de solidarité avec les clubs en difficulté ou celui de commémorer un évènement, comme pour le cas de la rencontre organisée à Carcassonne en 2020, à l'initiative de Jean Cabrol,,.
Toulouse ayant rejoint à son tour la Super League en 2022, il est probable que ces rencontres donnent dorénavant naissance à une véritable rivalité. Et qu'elles permettent de donner un coup de projecteur au rugby à XIII en France,.
En 2022, le premier French Derby entre les deux équipes en Super League  donne lieu à une médiatisation certaine. Particulièrement en Grande-Bretagne où l'on n'hésite pas à dire que c'est un moment historique,. Le second derby à Toulouse révèle une importance particulière pour le club hôte de la rencontre, qui est près de la relégation. Mais ce sont les visiteurs qui remportent la rencontre. 
En 2023, la rencontre n'a pas lieu, les Dragons ayant décidé de rencontrer une autre sélection, celle des joueurs d'Élite 1. En 2024, non plus.
En 2025, une confrontation entre les deux clubs français est à nouveau programmée à Perpignan ; elle est un match préparatoire pour les deux équipes.

## Confrontations
| No | Date            | Lieu                            | Match                       | Score   | Compétition        |
| -- | --------------- | ------------------------------- | --------------------------- | ------- | ------------------ |
| 1  | 23 janvier 2010 | Stade des Minimes, Toulouse     | Toulouse – Dragons catalans | 22 – 46 | Match préparatoire |
| 2  | 30 janvier 2011 | Stade des Minimes, Toulouse     | Toulouse – Dragons catalans | 0 – 24  | Match préparatoire |
| 3  | 21 janvier 2017 | Stade Ernest-Argelès, Blagnac   | Toulouse – Dragons catalans | 22 – 6  | Match préparatoire |
| 4  | 25 janvier 2019 | Stade Gilbert-Brutus, Perpignan | Dragons catalans – Toulouse | 22 – 18 | Match préparatoire |
| 5  | 18 janvier 2020 | Stade Albert Domec, Carcassonne | Toulouse – Dragons catalans | 10 – 22 | Match préparatoire |
| 6  | 13 mars 2021    | Stade Gilbert Brutus, Perpignan | Dragons catalans – Toulouse | 40 – 28 | Match préparatoire |
| 7  | 14 avril 2022   | Stade Gilbert Brutus, Perpignan | Dragons catalans – Toulouse | 18 – 10 | Super League       |
| 8  | 25 aout 2022    | Stade Ernest Wallon, Toulouse   | Toulouse – Dragons catalans | 14 – 24 | Super League       |
| 9  | 1 février 2025  | Stade Gilbert Brutus, Perpignan | Dragons catalans – Toulouse | 42 – 10 | Match préparatoire |

## Bilan
- Nombre de rencontres : 9
- Victoires toulousaines : 1
- Victoires des Dragons catalans : 8

## Statistiques
- Matchs invaincus :
- Premier match gagné par les Toulousains :21 janvier  2017
- Premier match gagné par les Dragons Catalans : 23 janvier 2010
- Dernier match gagné par les Toulousains : 21 janvier 2017
- Dernier match gagné par les Dragons catalans : 1 février 2025
- Plus grand nombre de points marqués par les Toulousains : 28 le 13 mars 2021 (perdu)
- Plus grand nombre de points marqués par les Dragons catalans : 46 le 23 janvier 2010 (gagné)
- Plus grande différence de points dans un match gagné par les Toulousains : +16 le 21 janvier 2017
- Plus grande différence de points dans un match gagné par les Dragons catalans : +32 le 1 février 2025

## Médias
La montée du Toulouse Olympique en Super League a une conséquence importante en matière de communication.
En 2022, les matchs contre les Dragons catalans, également présents en Super League en 2022, sont diffusés à la télévision, sur Sky et Beinsport,.